# Моріс Саррай
Моріс Поль Еммануель Саррай (фр. Maurice Paul Emmanuel Sarrail; 6 квітня 1856, Каркассонн, Друга Французька імперія — 23 березня 1929, Париж, Третя Французька республіка) — французький воєначальник, дивізійний генерал. Під час Першої світової війни командував військами Антанти на Балканах.

## Біографія до Першої світової війни
Народився у Каркассонні. У 1877 році закінчив Військову школу Сен-Сір. З 1877 року — лейтенант, із 1882 року — капітан, ￼з 1897 року — майор. Із 1901 року — начальник Військової школи Сен-Максент. Із 1902 року — підполковник. У 1904—1906 роках — військовий комендант Бурбонського палацу, де засідав французький парламент. У 1905 році отримав військове звання полковника. У 1907—1911 роках служив у військовому міністерстві. Із 1908 року — бригадний генерал, із 1911 року — дивізійний генерал. У листопаді 1913 року був призначений командиром 8-го армійського корпусу.
Саррай відзначався лівими поглядами, що було рідкістю для тогочасного французького генералітету де панували монархістські і консервативні погляди. Також Саррай був масоном.

## Перша світова війна
З початком Першої світової війни командував 6-м армійським корпусом 3-ї французької армії, брав участь у боях в Арденнах. ￼30 серпня 1914 року був призначений командувачем 3-ї армії замість генерала П'єра Рюффе. На посаді командувача 3-ї армії зіграв значну роль в перемозі армій Антанти у битві на Марні.
У 1915 році Саррай розглядався як можливий наступник маршала Жоффра на посаді головнокомандувача французької армії. Однак, через невдалі бойові дії у липні 1915 року був знятий з посади командувача 3-ї армії.
У серпні 1915 року призначений командувачем французької Східної армії на Балканах. Після вступу у війну Болгарії і відкриття Салонікського фронту Саррай став головнокомандувачем всіх союзних сил на Балканах. Навесні та восени 1917 року Саррай провів ряд невдалих наступальних операцій, також у 1917 році Саррай сприяв державному перевороту в Греції і вступі цієї країни у війну на боці Антанти.
10 грудня 1917 року знятий з посади головнокомандувача на Балканах і відправлений у відставку.

## Після війни
Після Першої світової війни Саррай жив у Парижі і писав мемуари. У 1924 році призначений верховним французьким комісаром у Сирії, керував придушенням повстання сирійців. У жовтні 1925 року звільнений з посади. Помер і похований у Парижі.

## Нагороди
- Орден Почесного легіону (Франція)
- Військова медаль (Франція)
- Колоніальна медаль (Франція)
- Медаль Перемоги
- Орден Святого Михайла і Святого Георгія (Британська імперія)
- Орден Зірки Карагеоргія (Сербія)